# Bình An, Hải Đông
Bình An (tiếng Trung: 平安区; bính âm: Píng'ān qu) là một quận thuộc địa cấp thị Hải Đông, tỉnh Thanh Hải, Trung Quốc.

## Địa lý
Quận Bình An có diện tích 734,59 km², dân số năm 2010 là 102.975 người.

## Hành chính
Quận Bình An được chia thành 3 trấn: Bình An (平安镇), Tiều Hạp (小峡镇), Tam Hiệp (三合镇) và 5 hương: Hồng Thủy (洪水泉乡), Thạch Hôi Diêu (石灰窑乡), Cổ Thành (古城乡), Sa Câu (沙沟乡), Ba Tạng Câu (巴藏沟乡).